# Bessé-sur-Braye
Bessé-sur-Braye ist eine französische Gemeinde mit 2025 Einwohnern (Stand 1. Januar 2022) im Département Sarthe in der Region Pays de la Loire. Sie gehört zum Arrondissement Mamers und zum Kanton Saint-Calais.
Nachbargemeinden von Bessé-sur-Braye sind La Chapelle-Huon im Norden, Vancé und La Chapelle-Gaugain im Westen, Lavenay und Sougé im Süden und Bonneveau im Osten.

## Bevölkerungsentwicklung
| Jahr      | 1962 | 1968 | 1975 | 1982 | 1990 | 1999 | 2008 |
| Einwohner | 2663 | 2667 | 3000 | 2919 | 2815 | 2597 | 2403 |

## Sehenswürdigkeiten
- Schloss Courtanvaux (1455)
- Schloss La Massuère (17./19. Jahrhundert)
- Schloss La Godelinière
- Manoir de la Gavolerie (ehemaliger Konvent)
- Ferme de Romigny (15. Jahrhundert)
- Kirche Saint-Gilles (Ende 19. Jahrhundert)
- Kapelle Notre-Dame-de-Lorette (15. Jahrhundert) im Schloss Courtanvaux

## Partnergemeinden
Es besteht seit 1984 eine Partnerschaft mit der Samtgemeinde Kirchdorf in Niedersachsen, zusammen mit vier anderen Gemeinden im Département Sarthe.

## Persönlichkeiten
- Louis Joseph Froger-Plisson (1752–1821), Politiker und Industrieller, geboren in Bessé